# 古屋敷 (郡山市)
古屋敷（ふるやしき）は、福島県郡山市に所在する字である。郵便番号は963-8805。

## 地理
郡山市役所本庁所管地域である旧郡山地区に属し、住所としては「郡山市字古屋敷」と表記される。北で北畑、東で下舘野、南から西で横塚とそれぞれ隣接する。JR東日本郡山駅東側市街地東部に位置し、美術館通り南側の北畑と横塚に挟まれた東西に伸びる1区画のみを範囲とする。周辺区域とあわせた住宅地の一部であり、民家が数軒一列に連なる。芳賀に所在する郡山警察署芳賀交番、および堂前町に所在する郡山消防署本署がそれぞれ管轄にあたる。

## 世帯数と人口
2024年1月1日現在の世帯数と人口は以下の通りである。
| 町丁   | 世帯数 | 人口 |
| ------ | ------ | ---- |
| 古屋敷 | 8世帯  | 21人 |

## 小・中学校の学区
市立小・中学校に通う場合、学区は以下の通りとなる。
| 番地 | 小学校             | 中学校                 |
| ---- | ------------------ | ---------------------- |
| 全域 | 郡山市立芳賀小学校 | 郡山市立郡山第四中学校 |

## 交通

### 道路
域外北東側に一級市道56号赤沼方八町線（美術館通り）が通る。